# Выборы главы Чеченской Республики (2021)
Выборы главы республики состоялись в Чечне 19 сентября 2021 года в единый день голосования, одновременно с выборами в Парламент Чеченской Республики и выборами в Государственную думу.
Глава Чеченской Республики избирается сроком на 5 лет.
На 1 января 2021 года в республике было зарегистрировано 751 769 избирателей, из которых около 23 % (172 853 избирателей) в городском округе город Грозный.
Избирательная комиссия Чеченской Республики состоит из 14 членов с правом решающего голоса. Действующий состав сформирован в ноябре — декабре 2017 года на 5 лет. Председатель избирательной комиссии — Умар Байханов (с октября 2013 года, переизбран в декабре 2017 года).

## Предшествующие события
С февраля 2007 должность занимает Рамзан Кадыров. 15 февраля 2007 года должность президента Чеченской республики досрочно оставил Алу Алханов, избранный в 2004 году. В декабре 2004 года по инициативе президента России Владимира Путина избрание высших должностных лиц путём прямого голосования граждан было заменено на назначение законодательными органами по представлению президента Российской Федерации. Приняв отставку Алханова президент Владимир Путин назначил исполняющим обязанности главы республики на период до вступления в должность лица, наделенного полномочиями главу правительства Чечни 30-летнего Рамзана Кадырова. Полпред президента РФ в Южном федеральном округе Дмитрий Козак представил Путину три кандидатуры на пост президента Чечни. В марте 2007 года Владимир Путин назначил Кадырова президентом республики через процедуру утверждения региональным парламентом. Срок полномочий составлял 4 года.
В феврале 2011 года президент Дмитрий Медведев вновь назначил Рамзана Кадырова главой республики через процедуру утверждения региональным парламентом. Срок полномочий составлял 5 лет.
В 2012 году был принят закон, восстанавливающий прямые выборы глав регионов. В 2013 году в федеральное законодательство были внесены изменения, согласно которым региональным парламентам было дано право самостоятельно определять форму проведения выборов — сохранить избрание главы региона гражданами с помощью прямых выборов или заменить на избрание депутатами. Парламент Чечни не стал отказываться от прямых выборов, поскольку, как заявил его спикер, «глава республики Рамзан Кадыров выступает за прямые всенародные выборы».
В июне 2015 года в закон «Об общих принципах организации законодательных и исполнительных органов госвласти субъектов РФ», содержащий запрет на избрание губернатором более двух раз подряд, были внесены поправки, обнуляющие сроки. Точкой отсчета для новых первых губернаторских сроков стал 2012 год.
22 января 2016 года в Грозном прошел митинг в поддержку Рамзана Кадырова. Организатором выступил Совет профсоюзов Чеченской Республики. По оценке МВД республики, в митинге принял участие миллион человек. Полномочия Кадырова истекали 5 апреля 2016 года, но в конце марта президент Владимир Путин вновь назначил его временно исполняющим обязанности главы региона до выборов. В августе он был зарегистрирован кандидатом от «Единой России»
на выборах. На состоявшихся 18 сентября 2016 года выборах набрал 97,94 % голосов и был избран главой республики на 5 лет.

## Ключевые даты
- В середине июня Парламент Чеченской Республики официально назначит выборы на единственно возможную дату — 19 сентября 2021 года (единый день голосования);
  - официальная публикация решения о назначении выборов;
  - публикация избиркомом расчёта числа подписей, необходимых для регистрации кандидата;
  - с середины июня по начало июля (20 дней со дня официальной публикации решения о назначении выборов) — период выдвижения кандидатов;
  - агитационный период начинается со дня выдвижения кандидата и прекращается за одни сутки до дня голосования;
- с середины июля по середину июля (55—45 дней до дня голосования до 18:00) — период регистрации кандидатов, представление документов для регистрации. К заявлениям должны прилагаться листы с подписями муниципальных депутатов и список из трёх кандидатов для наделения полномочиями члена Совета Федерации;
- 14 июля — Избирательная комиссия Чеченской Республики приняла список кандидатов на выборы Парламента Чеченской Республики, которые запланированы на 19 сентября 2021;
- с 21 августа по 16 сентября — период агитации в СМИ;
- 17, 18, 19 сентября — дни голосования.

## Требования к кандидатам
В Чеченской Республике кандидаты выдвигаются только политическими партиями, имеющими право участвовать в выборах. Самовыдвижение не допускается. Избран может быть гражданин Российской Федерации достигший возраста 30 лет. У кандидата не должно быть гражданства иностранного государства либо вида на жительство в какой-либо иной стране. С 2013 года кандидат в губернаторы области обязан также представить в избирком письменное уведомление о том, что он не имеет счетов (вкладов), не хранит наличные денежные средства и ценности в иностранных банках.
Каждый кандидат при регистрации должен представить список из трёх человек, один из которых, в случае избрания кандидата, станет сенатором в Совете Федерации от правительства региона.

### Муниципальный фильтр
1 июня 2012 года вступил в силу закон, вернувший прямые выборы глав субъектов Российской Федерации. Однако был введён так называемый муниципальный фильтр, для прохождения которого кандидатам требуется собрать в свою поддержку от 5 % до 10 % подписей от общего числа муниципальных депутатов и избранных на выборах глав муниципальных образований, в числе которых должно быть от 5 до 10 депутатов представительных органов муниципальных районов и городских округов и избранных на выборах глав муниципальных районов и городских округов. Муниципальным депутатам представлено право поддержать только одного кандидата.
В Чеченской Республике кандидаты должны собрать подписи 7 % муниципальных депутатов и глав муниципальных образований. Среди них должны быть подписи депутатов районных и городских советов и (или) глав районов и городских округов в количестве 7 % от их общего числа. Кроме того, кандидат должен получить подписи не менее чем в трёх четвертях районов и городских округов, то есть в 13 из 17.
|                                                              | Количество            | Доля | Муниципальные образования                                                                   | Территориальные требования                   |
| ------------------------------------------------------------ | --------------------- | ---- | ------------------------------------------------------------------------------------------- | -------------------------------------------- |
| Депутаты и (или) избранные главы муниципальных образований   | 184—193 (в 2016 году) | 7 %  | 2 городских округа, 15 муниципальных районов, 4 городских поселения, 217 сельских поселений | —                                            |
| Депутаты и (или) избранные главы районов и городских округов | 22—24 (в 2016 году)   | 7 %  | 2 городских округа, 15 муниципальных районов                                                | из 13 административных единиц второго уровня |

## Кандидаты
| Кандидат         | Должность (на момент выдвижения)                                                        | Партия              | Статус          | Кандидаты в Совет Федерации |
| ---------------- | --------------------------------------------------------------------------------------- | ------------------- | --------------- | --------------------------- |
| Рамзан Кадыров   | действующий глава Чеченской Республики                                                  | Единая Россия       | зарегистрирован |                             |
| Иса Хаджимурадов | экс-мэр города Грозный, заместитель руководителя администрации главы и правительства ЧР | Справедливая Россия | зарегистрирован |                             |
| Халид Накаев     | депутат Парламента ЧР                                                                   | КПРФ                | зарегистрирован |                             |